# Districtul Oberspreewald-Lausitz
Districtul Oberspreewald-Lausitz este un Kreis în landul Brandenburg, Germania.
1. 1 2 3  GeoNames